# فوبيا بغداد
فوبيا بغداد مسلسل تلفزيوني عراقي عرض في شهر رمضان عام 2007. على قناة الشرقية ومن إنتاجها.
تصدى لظاهرة اغتيال العلماء العراقيين في العراق منذ عام 2003 إلى اليوم، كتب المسلسل الكاتب العراقي حامد المالكي واخرجه الفنان حسن حسني وقام المخرج نفسه بتأدية دور البطولة.

## الممثلون
- سامي عبد الحميد
- حسن حسني
- محسن العلي
- طلال هادي
- سهى سالم
- جواد الشكرجي
- غسان العزاوي
- فوزية عارف
- سليمة خضير
- محسن العزاوي
- طه علوان
- كنعان علي
- هند طالب
- خليل فاضل خليل
- مناف طالب
- حاتم سلمان
- عامر جهاد
- قمر خلف
- حسين عجاج
- عايدة الغريب
- سنان العزاوي